# Nanning
Nanning (en chino, 南宁; pinyin, Nánníng) es la capital de la región autónoma de Guangxi en la República Popular China, y cuenta con una población aproximada de 2 480 340 habitantes.  Es cabecera del municipio nivel prefectura de Nanning, que cuenta con una población de 6 661 600  habitantes. La lengua local es el habla ping.

## Geografía
El municipio nivel prefectura de Nanning (南宁市, Nánníng Shì) tiene una superficie de 22.112 km² y cuenta con una población de 6.488.450 habitantes. El distrito municipal tiene una superficie de 125 km² y una población urbana de 880.400 habitantes.
La ciudad yace en la orilla norte del río Yong (邕江), afluente meridional del río Xi, que a su vez es afluente del río Perla. Nanning se encuentra en una cuenca montañosa con elevaciones entre 70 y 500 m sobre el nivel del mar.

## Historia
La ciudad empezó a adquirir importancia en el siglo XIII. La dinastía Yuan quería expandirse hacia Vietnam y la situación de la ciudad, a 160 kilómetros de la frontera, facilitaba esta expansión. Rápidamente se convirtió en parada de las caravanas comerciales que discurrían entre Vietnam y China.
En 1914 la capitalidad de la región autónoma se trasladó desde Guilin a Nanning. En la actualidad es básicamente una ciudad administrativa y centro de las principales industrias de la región.
A lo largo de los siglos la ciudad ha recibido diferentes nombres. Se la llamó Yongzhou durante la dinastía Tang, Prefectura de Yongning por la dinastía Song, Cuartel general de Yongshou en la dinastía Yuan y Prefectura de Nanning durante las dinastías Ming y Qing. Su nombre actual lo obtuvo en 1949.
En la ciudad residen miembros de las etnias Han, Zhuang, Miao, Yao, Dong, Mulao y Maonan.

## Administración
Desde febrero de 2021, la ciudad prefectura de Nanning está conformada de 12 localidades que se administran en 7 distritos urbanos, 1 ciudad suburbana y 4 condados.
- Distrito Xingning 兴宁区
- Distrito Qingxiu 青秀区
- Distrito Jiangnan 江南区
- Distrito Xixiangtang 西乡塘区
- Distrito Liangqing 良庆区
- Distrito Yongning 邕宁区
- Distrito Wuming 武鸣区
- Ciudad Hengzhou 横州市
- Condado Long'an 隆安县
- Condado Mashan 马山县
- Condado Shanglin 上林县
- Condado Binyang 宾阳县

## Transporte

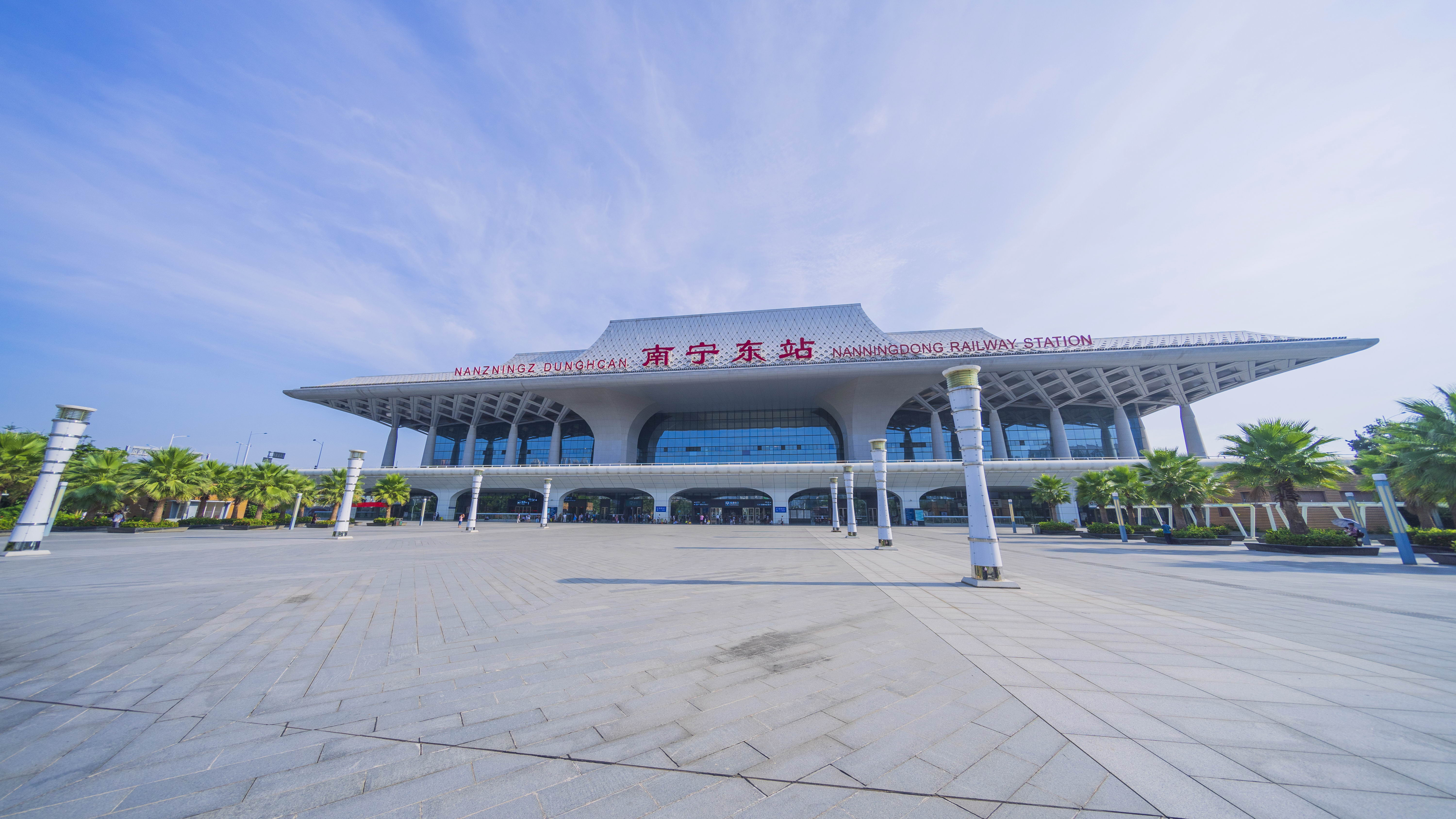
Nanning East Railway

La ciudad se conecta entre sí y con sus vecinas por medio de todos los medios de transporte:
Aire: a 32 kilómetros al sureste del centro de la ciudad se encuentra el Aeropuerto Internacional Nanning Wuxu (南宁吴圩国际机场) construido en 1960 y mejorado en 1990 con 178 km² de plataforma, 33 km² de espacio en la terminal y seis puentes, el aeropuerto se diseñó para mover 2,5 millones de pasajeros al año. En 2011, 6 460 000 pasajeros utilizaron el aeropuerto. Hoy en día hay vuelos nacionales frecuentes, pero los internacionales son escasos.
Durante la Segunda Guerra Mundial, el aeropuerto era conocido como Nanning Airfield y fue utilizado por la Fuerza Aérea estadounidense como parte de la campaña en defensa de China contra Japón (1942-1945), principalmente por unidades de reconocimiento y punto de suministro. Los estadounidenses cerraron sus instalaciones a finales de octubre de 1945.
Agua: La ciudad yace en la orilla norte del río Yong (甬江) que es navegable por barcos de juncos y lanchas motoras, a pesar de que está obstruida por los rápidos y bancos de arena.
Tierra (tren): Nanning es un nudo ferroviario de las rutas Nanning–Kunming y Hunan–Guangxi. Existe una línea ferroviaria de alta velocidad de Nanning a Guangzhou, lo que redujo el tiempo de viaje de 13 horas a 3 horas. 
(autopistas): El tren es más rápido y más cómodo, pero los autobuses son más frecuentes. De Nanning a Guangzhou - 11 horas, Kunming - 10 horas, Pingxiang - en la frontera con Vietnam, 3 horas y media.

## Clima
Nanning tiene un ambiente cálido, clima subtropical húmedo. Los veranos son calurosos y húmedos, con temperaturas medias que alcanzan casi 33 °C en julio y agosto. Los inviernos son suaves y algo húmedos de 10 °C en enero. A menudo es ventosa y muy lluviosa, con cerca de 1.310 milímetros de lluvia al año.
El clima cálido de Nanning le da una gran cantidad de biodiversidad. Hay muchas especies de animales y más de 3000 especies de plantas. La flor de la ciudad es la flor del beso, un arbusto de hoja perenne y el árbol es el almendro.
| Parámetros climáticos promedio de Nanning (1971-2000) | Parámetros climáticos promedio de Nanning (1971-2000) | Parámetros climáticos promedio de Nanning (1971-2000) | Parámetros climáticos promedio de Nanning (1971-2000) | Parámetros climáticos promedio de Nanning (1971-2000) | Parámetros climáticos promedio de Nanning (1971-2000) | Parámetros climáticos promedio de Nanning (1971-2000) | Parámetros climáticos promedio de Nanning (1971-2000) | Parámetros climáticos promedio de Nanning (1971-2000) | Parámetros climáticos promedio de Nanning (1971-2000) | Parámetros climáticos promedio de Nanning (1971-2000) | Parámetros climáticos promedio de Nanning (1971-2000) | Parámetros climáticos promedio de Nanning (1971-2000) | Parámetros climáticos promedio de Nanning (1971-2000) |
| Mes                                                   | Ene.                                                  | Feb.                                                  | Mar.                                                  | Abr.                                                  | May.                                                  | Jun.                                                  | Jul.                                                  | Ago.                                                  | Sep.                                                  | Oct.                                                  | Nov.                                                  | Dic.                                                  | Anual                                                 |
| ----------------------------------------------------- | ----------------------------------------------------- | ----------------------------------------------------- | ----------------------------------------------------- | ----------------------------------------------------- | ----------------------------------------------------- | ----------------------------------------------------- | ----------------------------------------------------- | ----------------------------------------------------- | ----------------------------------------------------- | ----------------------------------------------------- | ----------------------------------------------------- | ----------------------------------------------------- | ----------------------------------------------------- |
| Temp. máx. media (°C)                                 | 16.9                                                  | 18.0                                                  | 21.5                                                  | 26.6                                                  | 30.4                                                  | 32.1                                                  | 32.9                                                  | 32.7                                                  | 31.6                                                  | 28.4                                                  | 24.1                                                  | 20.2                                                  | 26.3                                                  |
| Temp. mín. media (°C)                                 | 10.0                                                  | 11.5                                                  | 15.0                                                  | 19.6                                                  | 22.8                                                  | 24.9                                                  | 25.4                                                  | 25.2                                                  | 23.6                                                  | 20.2                                                  | 15.3                                                  | 11.3                                                  | 18.7                                                  |
| Lluvias (mm)                                          | 35.3                                                  | 42.6                                                  | 59.4                                                  | 97.1                                                  | 185.6                                                 | 207.1                                                 | 218.8                                                 | 205.3                                                 | 128.3                                                 | 65.5                                                  | 40.3                                                  | 24.5                                                  | 1309.8                                                |
| Días de lluvias (≥ 0.1 mm)                            | 11.1                                                  | 13.2                                                  | 13.8                                                  | 13.6                                                  | 16.6                                                  | 16.3                                                  | 16.8                                                  | 16.2                                                  | 10.5                                                  | 8.5                                                   | 6.8                                                   | 5.9                                                   | 149.3                                                 |
| Horas de sol                                          | 69.6                                                  | 56.7                                                  | 61.8                                                  | 91.4                                                  | 144.0                                                 | 161.1                                                 | 196.8                                                 | 186.1                                                 | 185.6                                                 | 163.7                                                 | 144.2                                                 | 123.7                                                 | 1584.7                                                |
| Humedad relativa (%)                                  | 78                                                    | 81                                                    | 82                                                    | 81                                                    | 80                                                    | 82                                                    | 82                                                    | 82                                                    | 78                                                    | 75                                                    | 74                                                    | 74                                                    | 79.1                                                  |
| Fuente: 中国气象局 国家气象信息中心                   |                                                       |                                                       |                                                       |                                                       |                                                       |                                                       |                                                       |                                                       |                                                       |                                                       |                                                       |                                                       |                                                       |

## Cultura

### Lenguas
Aunque las personas mayores hablan cantonés (广东话), los más jóvenes parecen ser principalmente del mandarín (普通话). Nanning es considerada como una de las ciudades con más éxito en China en términos de divulgación del mandarín o "lenguaje común". 
Muchas universidades ofrecen cursos del chino mandarín, incluyendo la Universidad Nacional y la de Guangxi. Sin embargo las personas de la ciudad, como casi todos los chinos en el sur, tienen una pronunciación no estándar para muchos de los sonidos básicos de mandarín como la del norte. Nanning como capital de la Región Autónoma acepta también la cultura de la Etnia zhuang, entre ellos su idioma.

### Comidas
En las calles de la ciudad hay una amplia variedad de puestos de venta ambulante. Nanning comparte comida al estilo de la cantonesa y del sureste asiático, los fideos de arroz son muy populares entre la gente.

### Deportes
La ciudad fue sede del Campeonato Mundial de Gimnasia Artística de 2014 celebrado del 3 al 12 de octubre, y en el que los grandes triunfadores fueron el japonés Kohei Uchimura y la estadounidense Simone Biles.

## Lugares de interés
- Museo provincial de Guangxi: ocupa un área de 12.900 m². Contiene una colección de 50 tambores elaborados en bronce, el más antiguo fue construido hace unos 2500 años. Expone también distintas reliquías históricas y una exposición sobre las etnias que habitan en la región.
- Parque del lago del sur: en este parque se encuentran algunas de las reliquias históricas más importantes de la región, como el antiguo fuerte del cañón. El parque ocupa un área total de 500.000 m².
- Jardín de hierbas medicinales: es uno de los más grandes de toda China. Contiene un total de 2100 especies diferentes de plantas usadas en la medicina china tradicional. Su extensión es de más de 2 millones de metros cuadrados.